# Sarvestan

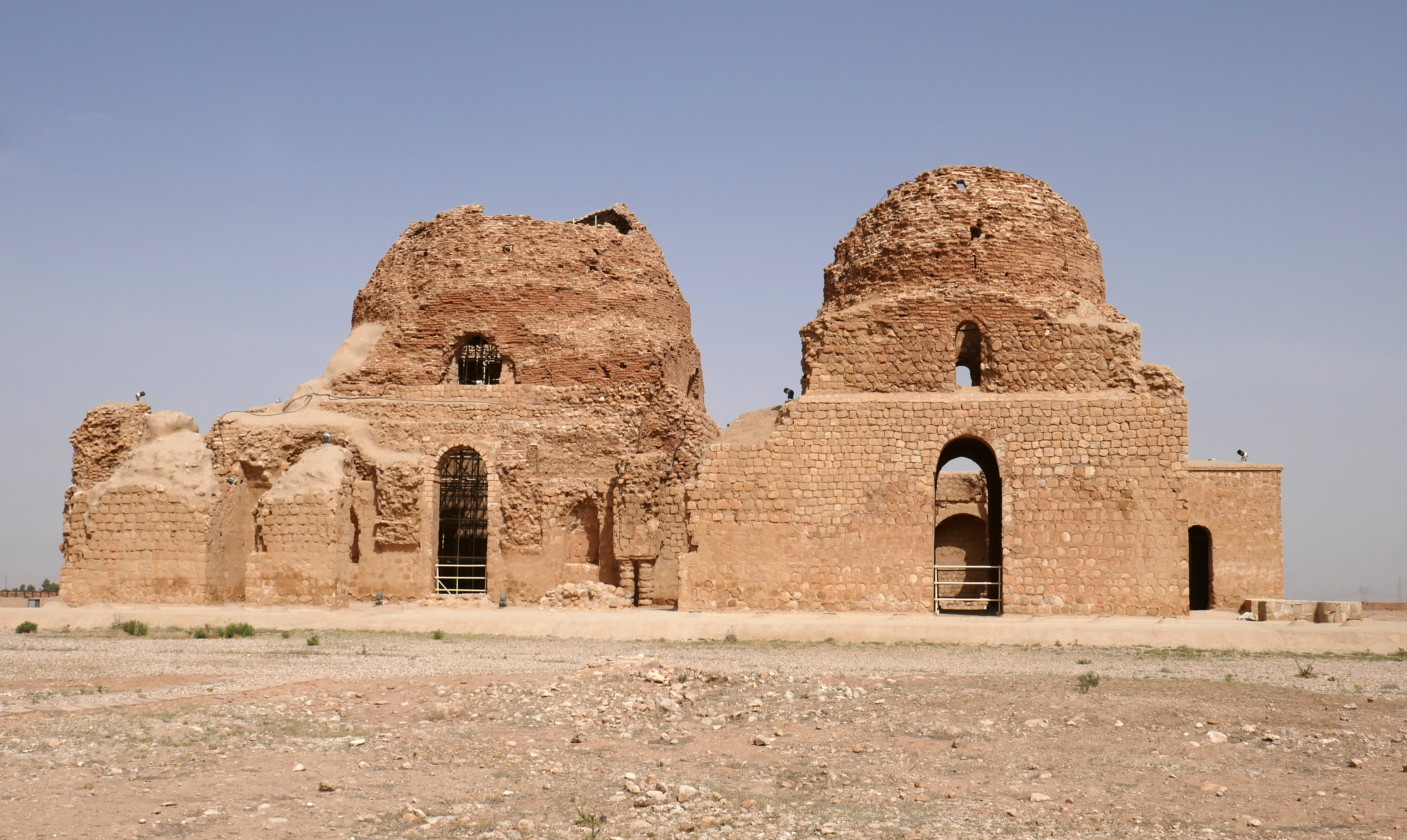
Palais sassanide proche de Sarvestan en 2018

Sarvestān (anciennement Khavrestān) est un village à 84 km au sud-est de Chiraz dans le Fārs, en Iran, à proximité duquel se trouve un palais sassanide.

## Imamzadeh Pol
Au centre du village se dresse l'Imamzadeh Pol, mausolée de Sheikh Yusuf Sarvistani, datant de 1283 ; il a la forme d'un chahar taq avec une structure carrée ouverte sur les côtés, et est fortement inspiré du palais sassanide voisin. Il était rattaché à un autre mausolée de l'époque mongole, aujourd'hui ruiné, abritant la tombe de Mohammad al-Bayzavi et daté de 1310.

## Le palais sassanide

### Description
Le palais (noms modernes : Kākh-e Sāsāni, Qasr-e Sāsān) se trouve à 9 km au sud-ouest du village, sur un site habité depuis le chalcolithique. C'est une des constructions sassanides les mieux préservées.
Il date du Ve siècle, sous le règne de Bahram V (420-438), et a probablement été construit par son ministre Mehr Narseh. C'est une construction de moellons et mortier à base de gypse. Ses dimensions sont relativement réduites : 40 mètres sur 34.
Il est bâti selon un plan similaire à celui de Firouzabad : une façade à trois iwans, précédée d'un escalier monumental, donne accès à une pièce centrale surmontée d'un dôme, encadrée de deux pièces allongées avec des voûtes en berceau, et suivie d'une cour intérieure entourée d'un ensemble de petites pièces ; la cour intérieure s'ouvre sur la façade est par un iwan. Contrairement à Firouzabad, il n'y a pas de symétrie marquée dans l'agencement des salles ; on peut cependant remarquer une certaine symétrie diagonale. 
À l'angle sud-est se trouve une salle surmontée d'une petite coupole. Un porche sur la façade nord et des portes plus petites donnent accès au bâtiment sur les côtés, y compris à la partie considérée comme le harem, qui était traditionnellement entièrement fermée.
Le support des voûtes est original : des piliers carrés, reposant sur des colonnes rondes courtes, encadrent des demi-dômes avec des trompes d'angle. La voûte elle-même repose sur ces demi-dômes. Les iwans de la façade sont supportés par des piliers formés de trois colonnes. Chaque pièce présente des caractéristiques architecturales uniques : une coupole, une voûte, des escaliers... L'ensemble de l'édifice est agrémenté de décorations de stuc particulièrement élaborées.
La salle dite du trône est vaste, environ 11 mètres de large. Les portes d'accès sont formées de doubles baies allant en s'élargissant. Le dôme qui la surmonte est construit en briques cuites, disposées en encorbellement ; le passage au plan carré est assuré par des trompes d'angles. Il est percé d'un oculus sommital. Moins large que celui de Firouzabad mais plus élevé et donc d'un aspect moins trapu, il représente un sommet de l'architecture sassanide tant par l'équilibre général de ses formes que la perfection des techniques de construction.
L'usage de cet édifice reste indéterminé. On pense généralement qu'il s'agissait d'un pavillon de chasse. D'autres hypothèses ont été émises : André Godard pense qu'il s'agit d'un palais de réception ; Oleg Grabar estime, compte tenu des styles architecturaux très variés et en le comparant avec le Chahar Qapu et le chahar taq de Kunar Siah eux aussi entourés de pièces, qu'il faut y voir un complexe royal transformé en temple.
Le palais a été largement restauré à partir de 1956, par le Département archéologique du Fârs.
Tout autour du palais se trouvent d'autres ruines de constructions, sassanides et aussi d'autres époques, mais qui n'ont pas encore été fouillées.